# Mobile Information Systems
Mobile Information Systems is een internationaal, aan collegiale toetsing onderworpen wetenschappelijk tijdschrift op het gebied van de informatiesystemen en de telecommunicatie. De naam wordt in literatuurverwijzingen meestal afgekort tot Mobile Inform. Syst. Het wordt uitgegeven door IOS Press. Het is opgericht in 2005.